# Mesonitys admirabilis
Mesonitys admirabilis är en insektsart som först beskrevs av William Lucas Distant 1906.  Mesonitys admirabilis ingår i släktet Mesonitys och familjen Eurybrachidae. Inga underarter finns listade i Catalogue of Life.